# Schlacht zu Kurukshetra

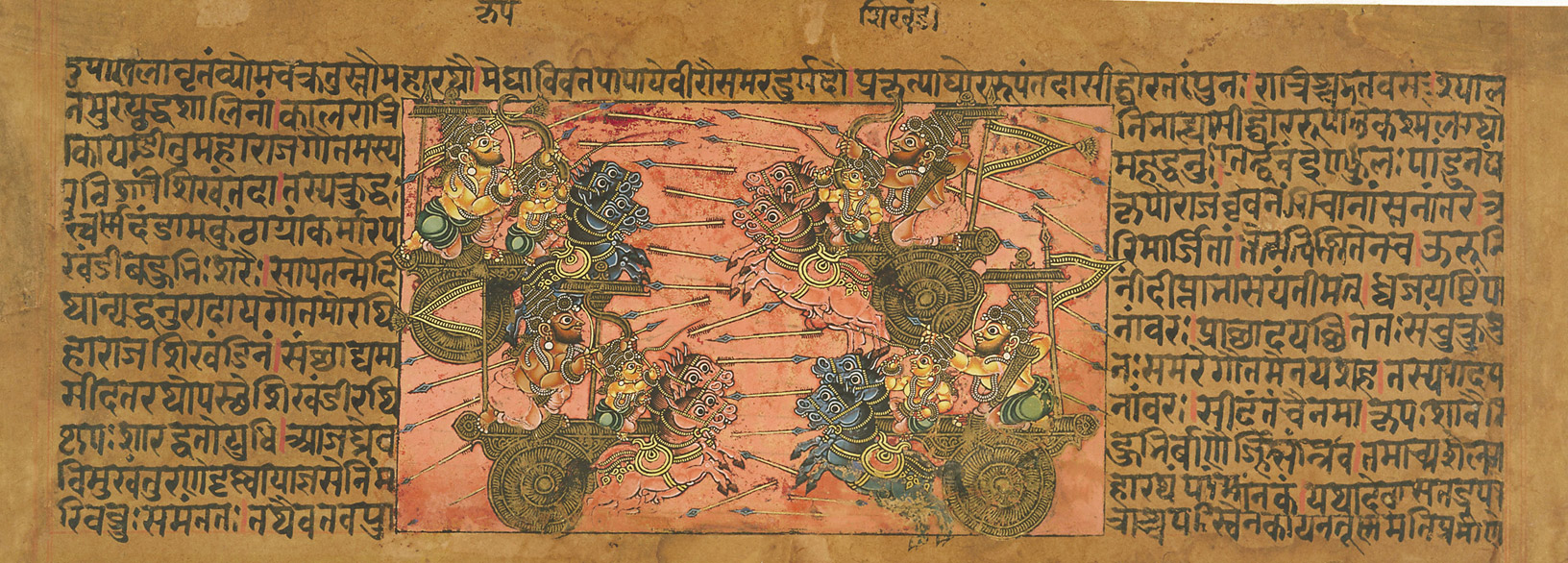
Schlachtszene in einer Handschrift der Mahabharata aus dem 17. Jahrhundert

Die Schlacht zu Kurukshetra ist ein im indischen Epos Mahabharata beschriebenes Ereignis. Von den 18 Büchern des Mahabharata sind es die folgenden, in denen das Geschehen der Schlacht zu Kurukshetra erzählt wird:

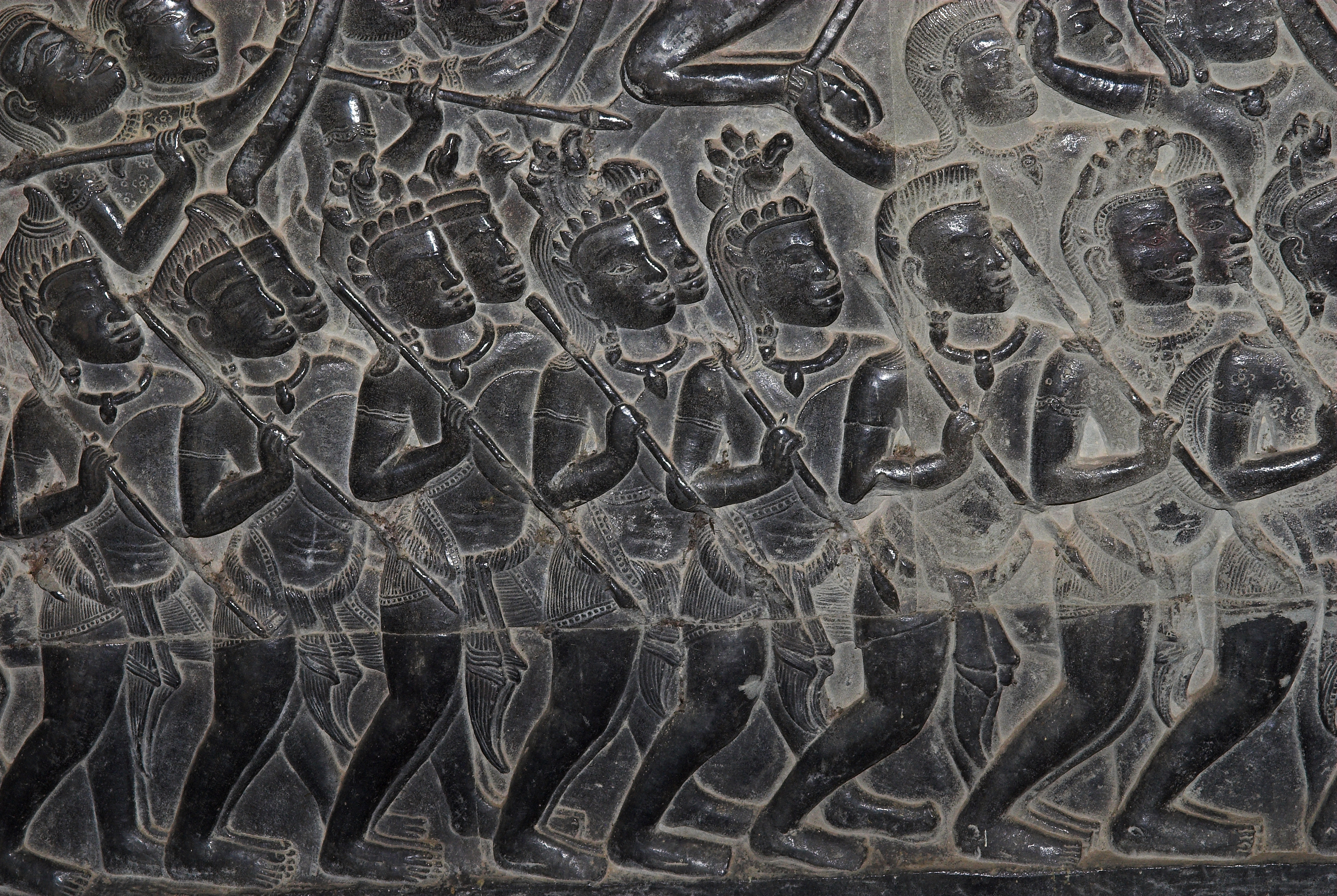
Relief mit Darstellung von Kriegern aus dem Mahabharata

## Buch VI: Bhismaparvan (Das Buch von der Feldherrnschaft Bhismas)
Der Weise Vyasa hat dem Wagenlenker des blinden Königs Dhritarashtra die Gabe des überirdischen Sehens verliehen, so dass er dem König über alle Einzelheiten der Schlacht berichten kann.
Bhishma ist Oberbefehlshaber der Armee der Kauravas. Er hat die Kampfregeln für beide Seiten bestimmt: Es soll mit gleichen Waffen gegeneinander gekämpft werden; wer das Schlachtfeld verlässt oder seine Waffen verloren hat, darf nicht getötet werden; man darf nicht ohne Vorwarnung angreifen; es darf nur bis Sonnenuntergang gekämpft werden.
Vor Beginn der Schlacht geht Yudhishthira mit gefalteten Händen auf Bhisma zu, um seine Segenswünsche zu erhalten. Bhisma ist Großvater der Pandavas und der Kauravas. Bhisma hat offenbar auf diese Geste gewartet. Er segnet Yudhishthira und gibt danach das Signal zum Beginn der Schlacht. An diesem ersten Tag werden die Pandavas hart bedrängt und haben viele Tote zu beklagen.
Am zweiten Tag versucht Arjuna Bhisma zu attackieren; doch dieser ist von den Soldaten der Kauravas dicht umstellt und geschützt.
Bhisma wählt jeden Tag eine neue Schlachtordnung. Er hat am dritten Tag für die Kauravas die Formation eines Adlers gewählt mit ihm selbst an der Spitze und Duryodhanas Armee am Ende. Die Pandavas haben sich halbmondförmig aufgestellt mit Arjuna und Bhima an den jeweiligen Spitzen. Bhima trifft Duryodhana mit dem Pfeil so, dass dieser ohnmächtig wird und von seinem Wagenlenker außerhalb des Schlachtfeldes gebracht wird. Als er wieder zurückkehrt, wirft er Bhisma verärgert vor, nicht ernsthaft genug die Pandava-Brüder anzugreifen.
An den folgenden Tagen verursacht Bhisma mit seinen Angriffen hohe Verlust in der Armee der Pandavas. Am neunten Tag des Kampfes will Krishna, überwältigt von der Tatsache, dass Arjuna nicht ernsthaft Bhisma attackiert, selbst seine Waffen gegen diesen einsetzen; wird aber von Arjuna daran gehindert, indem er ihn an sein Versprechen erinnert, selbst keine Waffen einzusetzen. Da ein Sieg gegen die Kauravas unter der Führung Bhismas unmöglich erscheint, rät Krishna dazu, Bhisma selbst zu befragen, wie er zu besiegen sei. So kommt es, dass die Pandavas erfahren, dass Bhisma von einem Mann nicht zu besiegen sei; dass er aber gegen eine Frau nicht kämpfen würde. In der Streitmacht der Pandavas befindet sich aber ein Krieger, der in seinem früheren Leben eine Frau gewesen ist mit Namen Shikhandi. Dieser Krieger wird von Bhisma als Frau erkannt und da er auf jede Gegenwehr verzichtet, wird er von dessen und Arjunas Pfeilen durchbohrt. Samjaya sagte: Als, o Herr, dein Vater so von Phalguna (Arjuna) in der Schlacht mit scharfspitzigen Pfeilen zerfetzt worden war, stürzte er – es war kurz vor Sonnenuntergang – vor den Augen deiner Söhne kopfüber vom Wagen. Und während Bhisma vom Wagen fiel, gab es im Himmel bei den Göttern und auf Erden bei den Fürsten allenthalben ein lautes Wehklagen. ...Er war so gänzlich von Pfeilen bedeckt, dass er die Erde nicht berührte.

## Buch VII: Dronaparvan (Das Buch von der Feldherrnschaft Dronas)
Am 11. Tag der Schlacht wird Drona feierlich zum Feldherrn der Kauravas gewählt. Karna nimmt jetzt auch am Kampf teil. Duryodhana will, dass Drona versucht, Yudhishthira lebendig zu fangen. Er glaubt, dass die Pandavas nicht weiterkämpfen würden, wenn ihr ältester Bruder und Thronanwärter gefangen sei, und sie auf alle Besitzsprüche verzichten müssten. Drona gelingt es zwar den ältesten der Pandavas zu entwaffnen, aber Arjuna gelangt im letzten Moment hinzu und kann Drona mit einem Pfeilhagel abdrängen.
Am 12. Tag will Drona erneut versuchen, Yudhisthira gefangen zu nehmen. Aus diesem Grunde soll Arjuna durch die Attacken des Königs von Trigartadesa, Susharma und seinen drei Brüdern von einem Eingreifen abgehalten werden. Nach einem tapferen Kampf werden alle von Arjuna getötet. Dronas Versuch der Gefangennahme misslingt.
Am 13. Tag hat Drona eine Kampfformation gewählt, die als „Chakra Vyuh“ bezeichnet wird und eine Art bewegliche Wagenburg darstellt, die immer weiter vordringt. Arjuna ist am entgegengesetzten Ende des Schlachtfeldes im Kampf gegen die Samsaptakas gebunden. Es gelingt dem Sohn Arjunas, Abhimanyu in die feindliche Formation einzudringen; doch König Jayadratha schließt mit seinem Streitwagen die Lücke, so dass die Pandavas nicht nachfolgen können und der 16-jährige Sohn Arjunas auf sich allein gestellt ist. Abhimanyu kämpft tapfer; wird jedoch zuletzt – nachdem er wehrlos, aller Waffen verlustig ist – in Gegenwart von Drona, Kripa, Karna, Ashvatthaman und Kritavarman – entgegen der vereinbarten Kriegsethik – erschlagen. Als Arjuna am Abend ins Lager zurückkehrt und vom Tode seines Sohnes erfährt, schwört er, Jayadratha am nächsten Tag vor Sonnenuntergang zu töten oder sich selbst aufzuopfern. Krishna kritisiert ihn für dieses Verhalten; zumal auch die Kauravas von diesem Schwur erfahren werden.
Am 14. Tag der Schlacht dringt Arjuna immer weiter in die feindliche Armee vor, die Jayadratha dicht aufgestellt zu schützen versucht. Zur gleichen Zeit versucht Drona Yudhishthira zu entwaffnen; diesem gelingt es jedoch mit Hilfe seiner Brüder sich der Angriffe zu erwehren. Am späten Nachmittag sichtet der Held der Pandavas endlich Jayadratha und es gelingt ihm, ihn nach hartem Kampf kurz vor Sonnenuntergang zu töten. Ghatotkacha, der Sohn Bhimas und der Dämonin (Rakshasa) Hidimbi, attackiert die Kauravas so heftig, dass Duryodhana Karna bittet, seine vom Gott Indra erhaltene Waffe Vasavi Shakti einzusetzen. Diese konnte nur einmal verwendet werden und war von Karna zum Angriff auf Arjuna vorgesehen. Doch angesichts der Bedrohung durch Ghatotkacha bleibt ihm keine Wahl als den mächtigen, mit magischen Kräften ausgestatteten Dämon zu töten. Tödlich getroffen fällt Ghatotkacha in riesenhafter Gestalt auf die Armee der Kauravas und vernichtet dabei mehr als 200.000 Krieger und Kampfelefanten der Kauravas. Mit dem Verlust der ultimaten Waffe durch die Kauravas wendet sich das Schlachtenglück entscheidend zugunsten den Pandavas.
Am 15. Tag tötet Drona die Könige Drupada und Virata im Zweikampf. Krishna rät, den unbesiegbar scheinenden Feldherrn Drona durch eine List zum Einhalten zu bewegen. Bhima tötet einen gegnerischen Elefanten mit Namen Ashwatthama. Dies ist auch der Name von Dronas Sohn. Laut ruft Bhima dem gegnerischen Feldherrn zu, dass er Ashwathama getötet habe. Als auch Yudhisthira dies dem Brahmanen und Krieger Drona bestätigt, legt dieser die Waffen mit den Worten nieder: „Karna, Karna, du großer Bogenschütze! Kripa! Duryodhana! Ich sage es immer wieder: Strengt euch im Kampf an, dass Euch kein Unheil von den Pandavas widerfahre! Ich lasse jetzt das Schwert vor ihnen fallen.“ Und dann schrie er laut nach seinem Sohn und ließ die Waffe fallen. Er setzte sich in den Wagenkorb, versenkte sich in Yogameditation und gewährte allen Wesen Frieden. Als Dhristadyumna seine Blöße sah, erhob er sich mit dem Schwert in der Hand, sprang vom Wagen, ging mit Macht auf Drona los und trennte dessen Kopf mit dem Schwert ab.

## Buch VIII: Karnaparvan (Das Buch von der Feldherrnschaft Karnas)
Am 16. Tag der Schlacht wird Karna zum Feldherrn der Kauravas geweiht. Er besiegt in einem Zweikampf Nakula, den Jüngeren der Pandava-Brüder. Doch eingedenk eines Versprechens, das er Kunti, der Mutter der Pandavas gegeben hat, tötet er ihn nicht. Am gleichen Tag schleudert Bhima seine Keule so, dass der Wagen von Prinz Dushasan zerstört wird. Bhima bezwingt Dushasan im Zweikampf, den letzten verbliebenen Bruder von Duryodhana, tötet ihn und trinkt sein Blut. Er bringt etwas davon zu Draupadi, der Gemahlin der Pandava-Prinzen. So erfüllt er seinen Schwur, den er ausgestoßen hatte, als Draupadi beim Würfelspiel von Dushasan auf Geheiß seines Bruders in die Halle gezerrt wurde, wo sie vor aller Augen entkleidet werden sollte.
Auf Karnas Wunsch hin ist Salya, der König von Madras, am 17. Tag der Schlacht sein Wagenlenker. Es kommt zu einem über Sieg und Niederlage entscheidenden Kampf zwischen den beiden kampferprobten Männern Arjuna und Karna. Der Kampf ist zunächst ausgeglichen. Als ein Rad von Karnas Kampfwagen im Morast versinkt, bittet er den Regeln entsprechend im Kampf innezuhalten; doch Krishna weist mit Hinweis auf vergangene Untaten – Karna war auch an der unrechtmäßigen Tötung von Arjunas Sohn während der Feldherrnschaft von Drona beteiligt – dies zurück und fordert Arjuna auf, weiter zu kämpfen. Dieser trifft und enthauptet Karna mit einem besonderen Pfeil. Jubel herrscht bei den Pandavas, Trauer und Entsetzen bei den Kauravas.

## Buch IX: Salyaparvan (Das Buch von der Feldherrnschaft Salyas)
Salya, der König von Madras, wird zum Feldherrn geweiht. Am Vormittag des 18. Tages der Schlacht können die Pandavas die Heeresmacht der Kauravas nicht überwinden; am Nachmittag aber gelingt es Yudhishthira König Salya mit einem gewaltigen Wurfspeer zu töten. Gegen Abend ist das Heer der Kauravas völlig aufgerieben; nur drei Helden sind noch am Leben: Asvatthaman, Kritavarman und Kripacharya. Duryodhana flieht und verbirgt sich in einem nahegelegenen See. Nachdem die Pandavas durch einen Jäger von seinem Aufenthaltsort erfahren haben, begeben sie sich dorthin. Sie fordern ihn auf sich dem Kampf zu stellen. Yudhishthira ist sogar bereit ihm die Wahl der Waffen zu überlassen. Da wählt Duryodhana die Metallkeule. Er will mit der Keule gegen jeden Gegner einzeln kämpfen. Bhima ist als erster dazu bereit. Nach einem ausgeglichenen Kampf besiegt er Duryodhana, indem er die Kampfregeln ignoriert und seinen Gegner unterhalb der Taille trifft. Der Älteste der Kauravas wird durch diesen Schlag tödlich verletzt.

## Buch X: Sauptikaparvan (Das Buch vom nächtlichen Überfall)
Asvatthama schwört am Totenlager seines Königs Rache. Zusammen mit Kripacharya und Kritavarma dringen sie in der Nacht in das unbewachte Lager der Pandavas ein und töten viele der Schlafenden.

## Buch XI: Striparvan (Das Buch von der Klage der Frauen)
Dhritarashtra begibt sich mit Gandhari und Tausenden klagender Frauen auf das Schlachtfeld, wo man die Toten beweint. Das Schlachtfeld ist übersät mit Leichen von Menschen und Tieren, über die sich Schakale und aasfressende Vögel hermachen.

## Verfilmung
- 1988–1990: Mahabharat (Regie: B. R. Chopra und Ravi Chopra) – 94-teilige Fernsehserie zu je 45 Minuten. Die Serie wurde über das nationale indische Fernsehen (Doordarshan) ausgestrahlt und war die populärste indische TV-Serie aller Zeiten (Die Serie ist auf 16 DVDs im Handel erhältlich; die 94 Episoden sind in Hindi mit englischen, französischen und spanischen Untertiteln versehen).